# Corticosterona
La corticosterona (CORT) és una hormona esteroide del tipus corticoesteroide que es produeix en el còrtex de la glàndula suprarenal

## Papers
En moltes espècies incloent els amfibis, rèptils, rosegadors i ocells, la corticosterona és un dels principals glucocorticoides, inplicats en la regulació del combustible, les reaccions immunes i la resposta a l'estrès.
Tanmateix, en els humans, la corticosterona es produeix principalment en la zona fasciculata del còrtex suprarenal. És important principalment com intermedi en la ruta esteroidogènica des de la pregnenolona a l'aldosterona.

## Efecte sobre la memòria
Quan s'administra immediatament després de la reactivació de la memòria en un context de por en la memòria pot resultar en una disminució de la memòria. Tanmateix, hi ha diferents tipus de memòria la qual cosa vol dir que aquest resultat no es pot aplicar en totes les circumstàncies.

## Imatges

Esteroidogènesi
Deoxicorticosterona
Aldosterona